# パン・オ・ショコラ

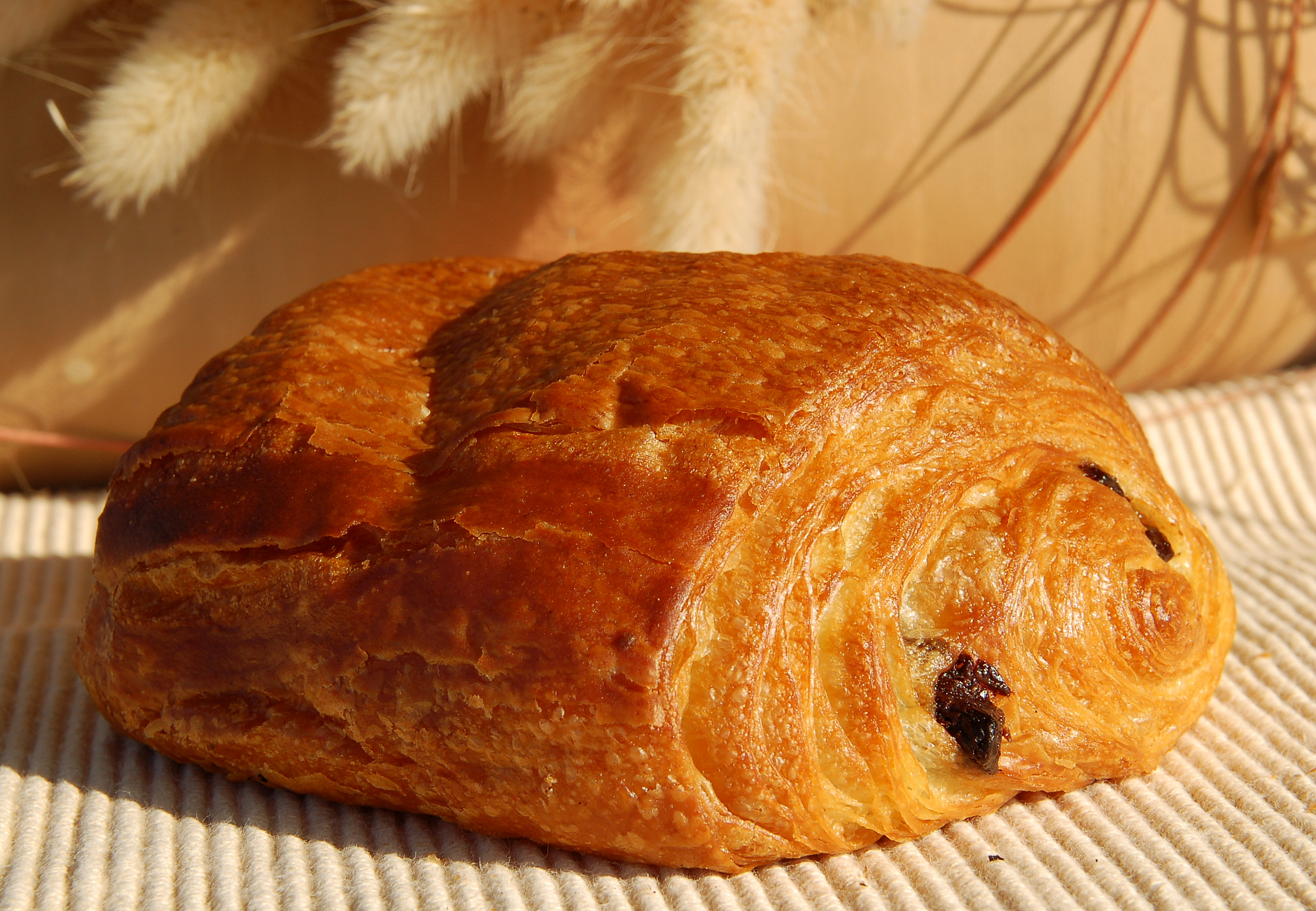
パン・オ・ショコラ、または、ショコラティーヌ

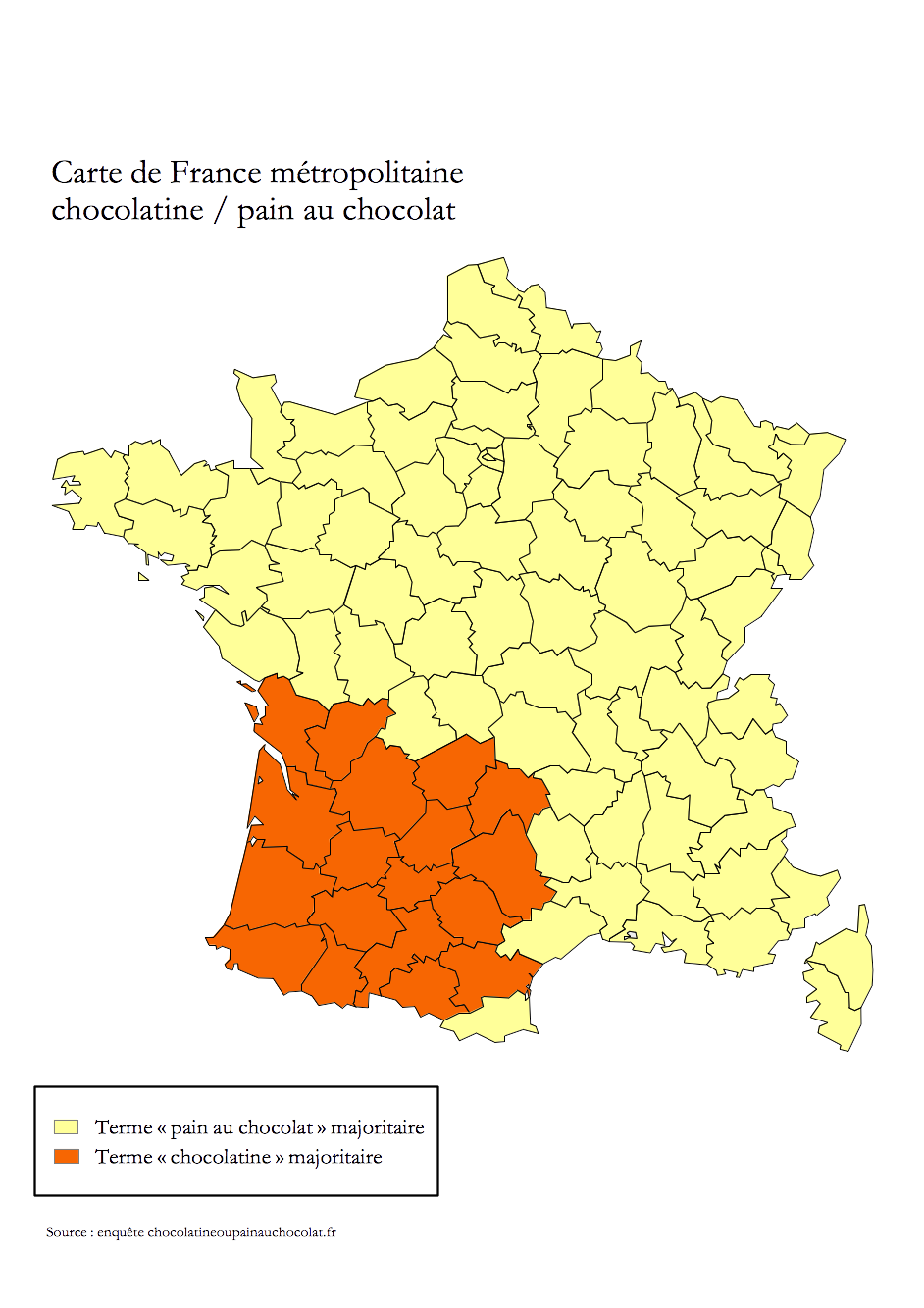
フランスにおける呼称の分布
（黄色：パン・オ・ショコラ、橙色：ショコラティーヌ）

パン・オ・ショコラ （pain au chocolat）、または、ショコラティーヌ（chocolatine）は、フランスの菓子パン（ヴィエノワズリー）。
パリを含むフランスの大半の地域ではパン・オ・ショコラと呼ばれるが、トゥールーズやボルドーが位置する南西部ではショコラティーヌと呼ばれる。カナダのケベック州でもショコラティーヌと呼ばれる傾向が強い。

## 概要
クロワッサンと同じ生地を四角い形に成型し、生地の中に二筋のチョコレートだけが詰められている。
フランスでは、温めながら売られていたり、注文後にオーヴンで温めてから売ってくれる。「チョコレート入りパン」という意味どおり、フランスのパン屋やスーパーマーケットではクロワッサンの隣で売られるのが普通である。朝食や午後のおやつとして定番で、学校から帰ってきた子供たちが、夕食までのおやつとして食べていたりする。
イランでは、スーパーマーケットやコンビニエンス・ストアでパックされて売られているのが大半で、残りはパン屋の店頭にできたてのものが並べられる。パックされたものが、学生の手軽な朝食として人気がある。
アメリカ合衆国では、クロワッサンのように、朝食の定番であり、しばしば中のチョコレートがとろけるほど温める。